# Henrik Wigström

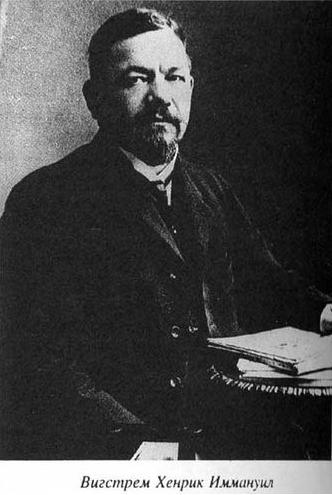
Henrik Wigström

Henrik Wigström (* 1862; † 1923) war ein finnisch-russischer Goldschmied und ab 1903 Werkstattleiter in der Manufaktur von Carl Peter Fabergé in Sankt Petersburg.
Wigström wurde nach dem Tod von Michael Perchin dessen Nachfolger und Werkstattleiter in der Goldschmiedemanufaktur Fabergés und war somit für die Produktion der kaiserlichen Fabergé-Eier zuständig. Zu Wigströms besonderen Aufgabenbereichen zählte auch der Entwurf von Zigarettenetuis, Bilderrahmen und Figurinen, wie sie auf dem Zenit der Firma in großem Maße angefertigt wurden. Wigström orientierte sich vornehmlich am Stil Louis-seize und am Empire.